# Finn Cole
Pour les articles homonymes, voir Cole.
Finlay Lewis J. Cole, dit Finn Cole, né le 9 novembre 1995 à Kingston upon Thames, dans la banlieue de Londres, est un acteur britannique.
Il est principalement connu pour son rôle de Michael Gray dans la série Peaky Blinders (2013–2022) et pour celui de Joshua 'J' Cody dans la série Animal Kingdom (2016–2022).

## Biographie
Finlay Lewis J. Cole est né le 9 novembre 1995 à Kingston upon Thames, dans la banlieue de Londres. Il a quatre frères. Son frère aîné, Joe Cole, est également acteur et l'a aidé pour ses premières auditions. Lors de son enfance, Finn souhaitait travailler sur des bateaux comme le faisait son père.

### Vie privée
Il est officiellement en couple avec l'actrice Florence Pugh depuis septembre 2024.

## Carrière
La carrière de Finn Cole débute véritablement en 2014 lorsqu'il décroche le rôle de Michael Gray, le cousin de la fratrie des Peaky Blinders. Il rejoint alors son frère aîné, Joe Cole, qui interprète John Shelby,.
En 2015, il apparaît dans l'adaptation télévisuelle de la pièce de théâtre de John Boynton Priestley, An Inspector Calls (Un inspecteur vous demande). Il retrouve l'actrice Sophie Rundle, l'une de ses partenaires de jeu dans Peaky Blinders.
Depuis 2016, Cole est à l'affiche de la série américaine de la TNT, Animal Kingdom. En France, la série est diffusée sur la Warner TV depuis 2017.
En 2018, il tient le rôle principal dans la comédie britannique Massacre au pensionnat et en 2019, il s'illustre aux côtés de l'actrice Margot Robbie dans le thriller dramatique Dreamland.
En 2021, Cole rejoint la franchise Fast and Furious en interprétant Jakob Toretto jeune dans Fast and Furious 9. Le film sera présenté en avant-première au Festival de Cannes 2021.

## Filmographie

### Cinéma
- 2012 : Offender (en) : Riot boy
- 2018 : Massacre au pensionnat (Slaughterhouse Rulez) de Crispian Mills : Don Wallace
- 2019 : Dreamland de Miles Joris-Peyrafitte : Eugene Evans
- 2020 : Here Are the Young Men de Eoin Macken : Kearney
- 2021 : Fast and Furious 9 de Justin Lin : Jakob Toretto jeune
- 2025 : Last Breath d'Alex Parkinson

### Télévision

#### Séries télévisées
- 2014 - 2022 : Peaky Blinders : Michael Gray (27 épisodes)
- 2015 : Inspecteur Lewis : Ollie Tedman (2 épisodes)
- 2016 - 2022 : Animal Kingdom : Joshua 'J' Cody (63 épisodes)

#### Téléfilm
- 2015 : Un inspecteur vous demande (A Inspector Calls) d'Aisling Walsh : Eric Birling

## Voix françaises
- Julien Bouanich dans : 
  - Animal Kingdom (série télévisée)
  - Locked In

et aussi
- Bruno Méyère dans Peaky Blinders (série télévisée)
- Pierre-Henri Prunel dans Inspecteur Lewis (série télévisée)
- Anthony Carter dans Fast and Furious 9